# بهناز علي بور قسكري
بهناز علي بور قسكري (بالفارسية: بهناز علی‌پور گسکری) (19 سبتمبر 1978 في رودسار ) روائية وناقدة ومحاضرة وباحثة إيرانية.

## السيرة المهنية
بدأت بهناز كتابة القصص في عام 1995 لتصبح إحدى أشهر الكاتبات في الرواية المعاصرة لإيران، وتتميز باتقانها اللغة والتقنيات السردية وجعلها أكثر تألقًا في القصص القصيرة ورواياتها وقد تُرجمت بعض قصصها القصيرة إلى الإنجليزية والتركية. لديها مجموعتين من القصص القصيرة، وروايتين، وكتابين بحثيين في مجال الدراسات الأدبية وتحليل الخيال الإيراني، وأكثر من مائة مقال، ضمن مجالات البحث العلمي والإرشاد. قامت بهناز بتدريس الكتابة الإبداعية في مختلف الجامعات والكليات والتحكيم على بعض المسابقات الأدبية داخل وخارج إيران. وقد عملت مع كتّاب مثل شهريار مندني بور، وكذلك جعفر الشعار.